# ميلودي غاردوت
ميلودي غاردوت (Melody Bardot) من مواليد 2 فبراير 1985. هي مغنية جاز أمريكية.

## ديسكوغرافي

### ألبوماتها
| العنوان                                 | تفاصيل الألبوم                                                                                 | الترتيب | الترتيب | الترتيب                          | الترتيب | الترتيب | الترتيب | الترتيب                    | الترتيب | الترتيب | الترتيب | الترتيب | مبيعات                                    | الشهادات |
| العنوان                                 | تفاصيل الألبوم                                                                                 | US      | AUS     | الإتحاد الوطني للنشر الفونوغرافي | GER     | IRE     | JPN     | الرسوم البيانية الهولندية ‏ | NOR     | NZ      | SWE     | UK      | مبيعات                                    | الشهادات |
| --------------------------------------- | ---------------------------------------------------------------------------------------------- | ------- | ------- | -------------------------------- | ------- | ------- | ------- | -------------------------- | ------- | ------- | ------- | ------- | ----------------------------------------- | --- |
| Worrisome Heart                         | - صدر في: فبراير 26, 2008 - الشركة: تسجيلات فيرفي ‏, Universal - الشكل: CD, vinyl, تحميل موسيقى | 80      | 93      | 8                                | 44      | —       | 86      | —                          | 31      | —       | 25      | 172     | - US: 100,000                             | - اتحاد صناعة الموسيقى الفيدرالي ‏: Gold |
| My One and Only Thrill                  | - صدر في: أبريل 28, 2009 - الشركة: Verve, ORG - الشكل: CD, vinyl, digital download             | 42      | 23      | 4                                | 4       | 34      | 27      | 20                         | 2       | 11      | 1       | 12      | - Fr: 270,000 - UK: 100,000 - US: 117,000 | - AUS: Gold - الإتحاد الوطني للنشر الفونوغرافي: 2× Platinum - اتحاد صناعة الموسيقى الفيدرالي ‏: Platinum - SWE: 2× Platinum - صناعة التسجيلات البريطانية: Gold |
| The Absence                             | - صدر في: مايو 28, 2012 - الشركة: Verve - الشكل: Vinyl, CD, digital download                   | 33      | 43      | 3                                | 9       | 22      | 22      | 16                         | 1       | 38      | 3       | 18      | - US: 51,000                              | - الإتحاد الوطني للنشر الفونوغرافي: Platinum |
| Currency of Man                         | - صدر في: يونيو 2, 2015 - الشركة: Verve - Formats: Vinyl, CDtal download                       | 124     | 80      | 5                                | 11      | 29      | 59      | 12                         | 14      | 20      | —       | 31      |                                           | |
| "—" denotes a title that did not chart. |                                                                                                |         |         |                                  |         |         |         |                            |         |         |         |         |                                           | |

### بقية الألبومات
| Some Lessons: The Bedroom Sessions    | - صدر في: مايو 3, 2005 - الشركة: Independent - الشكل: CD, digital download | — |
| Live from SoHo                        | - صدر في: مارس 24, 2009 - الشركة: Verve - الشكل: digital download          | 2 |
| Bye Bye Blackbird EP                  | - صدر في: 2010 - الشركة: Verve - الشكل: CD                                 | — |
| A Night with Melody EP                | - صدر في: أبريل 6, 2011 - الشركة: Universal Music Group - الشكل: CD        | — |
| "—" تعني أن الألبوم لم يدخل أي تصنيف. |                                                                            |   |

## روابط خارجية
- ميلودي غاردوت على موقع IMDb (الإنجليزية)
- ميلودي غاردوت على موقع ميوزك برينز (الإنجليزية)
- ميلودي غاردوت على موقع أول ميوزيك (الإنجليزية)
- ميلودي غاردوت على موقع ديسكوغز (الإنجليزية)
- ميلودي غاردوت على موقع قاعدة بيانات الفيلم (الإنجليزية)